# Allison Ridge
Allison Ridge är en bergstopp i Antarktis. Den ligger i Östantarktis. Australien gör anspråk på området. Toppen på Allison Ridge är 1 567 meter över havet.
Terrängen runt Allison Ridge är huvudsakligen lite kuperad. Trakten är obefolkad. Det finns inga samhällen i närheten.